# Seiko Matsuda Hit Collection Vol.1
『Seiko Matsuda Hit Collection Vol.1』(セイコマツダ ヒット・コレクション ボリューム1)は、松田聖子のベスト・アルバム。2012年9月1日発売。発売元はソニー・ミュージックダイレクト。

## 解説
通信販売で発売されているヒット・コレクションシリーズ・松田聖子第1弾。

## 収録曲
1. 裸足の季節
2. 青い珊瑚礁
3. 風は秋色
4. チェリーブラッサム
5. 夏の扉
6. 白いパラソル
7. 風立ちぬ
8. 赤いスイートピー
9. 制服
10. 渚のバルコニー
11. 小麦色のマーメイド
12. 野ばらのエチュード
13. 秘密の花園
14. 天国のキッス
15. ガラスの林檎
16. SWEET MEMORIES
17. 赤いスイートピー (オリジナル・カラオケ)